# Vidocq
Vidocq és una pel·lícula francesa dirigida per Pitof, estrenada l'any 2001. Ha estat doblada al català.

## Argument
París, 1830. Quan és a punt d'arrestar un individu que es fa dir « l'Alquimista », el detectiu Eugène-François Vidocq desapareix en un pou en flames d'un túnel d'un bufador de vidre. Un jove periodista de províncies, Étienne Boisset, reprèn les investigacions de Vidocq. Descobreix aleshores que investigava sobre un triple homicidi.

## Repartiment
- Gérard Depardieu: Eugène-François Vidocq
- Guillaume Canet: Étienne Boisset, biògraf de Vidocq
- Inés Sastre: Préah
- André Dussollier: Lautrennes, vell oficial de policia
- Édith Scob: Sylvia
- Moussa Maaskri: Nimier, un detectiu violent, amic i associat de Vidocq
- Jean-Pierre Gos: Tauzet
- Isabelle Renauld: Marina Lafitte
- Jean-Pol Dubois: Louis Belmont
- André Penvern: Simon Veraldi
- Gilles Arbona: Ernest Lafitte
- Jean-Marc Thibault: Leviner
- François Chattot: Froissard
- Elsa Kikoïne: La muda
- Fred Ulysse: El vell bufador
- Dominique Zardi: El bufador

## Producció
Gènesi
Pitof ha declarat haver-se inspirat en el vídeojoc Tomb Raider per a la dinàmica de la càmera de Vidocq.
Repartiment dels papers
El personatge de Vidocq en principi havia de ser interpretat per Daniel Auteuil, però després de l'ajornament de la producció del film, les noves dates la van obligar a cedir el paper.
Rodatge
El rodatge s'ha desenvolupat del 15 de maig a juliol de 2000 a Bordeus, al Castell de Chantilly, al Palau de Vaux-le-Vicomte, a Pontoise i a la vora del Gran Morin al castell de Pommeuse.

## Rebuda
Vidocq es vana de ser el primer film a França i al món d'haver estat totalment rodat amb una càmera digital d'alta definició, sense pel·lícula, concretament amb la HDCAM24P1 de Sony, un any abans del segon episodi d' Star Wars.
Aquesta paternitat s'ha posat en dubte amb La Verge dels assassins de Barbet Schroeder estrenada un any abans, o amb els films del Dogma 95 que són tanmateix rodades amb càmeres més lleugeres.
Premis i nominacions
- Premi a la millor pel·lícula, premi Citizen Kane al millor director debutant, premi a la millor banda original, als millors efectes especials i al millor maquillatge, en el Festival Internacional de Cinema Fantàstic de Catalunya l'any 2001.
- Nominació al Gran premi europeu de cinema fantàstic, en el Festival internacional de cinema fantàstic de Brussel·les l'any 2002.
- Premi dels millors efectes especials i nominació al premi a la millor pel·lícula fantàstic, en el festival Fantasporto l'any 2002.

- "Brillant entreteniment (...) una resposta intel·ligent i creativa, des d'Europa, al mecànic entreteniment americà"[7]